# Девичьи страдания (фильм)
«Девичьи страдания» (англ.  A Damsel in Distress) — музыкальная комедия 1937 года по одноимённому роману П. Г. Вудхауза.

## Сюжет
Всё началось неподалёку от Лондона в замке Тоттни. Прислуга затеяла между собой розыгрыш лотереи, главной темой которой стала женитьба молодой графини леди Элис Маршмортон, а точнее — спор, кто станет её мужем. Все тянут жребий, но самый верный вариант (пасынок тёти Кэролайн Реджи) «случайным образом» достаётся распорядителю лотереи Кеггсу. Однако шанс есть и у молодого прислужника Альберта, который выторговал себе лот «мистер X» — мужчина со стороны, не учтённый в данной лотерее. Вся сумма розыгрыша достанется обладателю верного лота.
А в это время по Англии гастролирует Джерри Холлидей, известный американский танцор. Так получается, что Джерри спасает Элис от преследования Кеггса, которому леди Кэролайн поручила следить за племянницей — чтобы она не встретилась со своим американским другом, которого, как кажется Элис, она любит.
В результате интриг, затеянных молодым, но ушлым Альбертом, в руках Джерри оказывается письмо, в котором, приглашая его в замок Тоттни, Элис признаётся ему в любви. Джерри заинтригован и едет в замок вместе со своим рекламным агентом и его глуповатой секретаршей.
В результате продолжающихся интриг и случайностей Элис вдруг понимает, что полюбила Джерри, а американский друг — это просто увлечение, которое уже прошло. Да и Джерри Холлидей готов поверить в свои чувства к прекрасной англичанке.

## Актёрский состав
- Фред Астер — Джерри Холлидей
- Джоан Фонтейн — леди Элис
- Джордж Бёрнс — Джордж
- Грейси Аллен — Грейси
- Реджинальд Гардинер — Кеггс
- Констанс Колльер — леди Кэролайн
- Монтегю Лав — лорд Маршмортон
- Гарри Р. Уотсон — Альберт

## Награды и номинации
Оскар 1938 года:
Победитель:
«Лучшая постановка танца».
Номинация:
«Лучшая работа художника».